# ميمون كوتشي
ميمون كوتشي (بالأوردو: کچھی میمن) هم الجزء الأكبر من شعب ميمون، وهم مجتمع مسلم يوجد في باكستان والهند، يتحدثون اللغة الميمونية وهم يقيمون في منطقةكوتش بولاية كجرات في الهند. كوتش هي أكبر منطقة في الهند.
لقد تم الآن توحيد كتابة اسم مجتمع ميمون هذا. وبالتالي الاستخدام الشائع هو Cutchi وKutchi.
ومع ذلك ، فإن الميمون الكوتشيون هم من المسلمين السنة الذين هاجروا من السند إلى كوتش في ولاية كجرات ، الهند، بعد اعتناقهم الإسلام في عام 1422 م، كان الميمونين ينتمون بشكل أساسي إلى مجتمع لوهانا. تاريخياً، كانت كوتش دولة أميرية، وشملت هذه المملكة بوج، وعنجر، ولخباث، وماندفي، إلخ. على الرغم من أن الميمونين الكوتشيون تحدثوا تاريخياً الكوتشية، إلا أن استخدام هذه اللغة قد انخفض بشكل حاد، والعديد من الميمون الكوتشي (خاصة أولئك الذين يقيمون في المناطق الحضرية) قد تبنوا اللغة الأردية ولغات أخرى أكثر هيمنة. أجرى العلماء دراسات مفصلة حول أصل وتطور هذا المجتمع. المساهمون الأكاديميون هم: الدكتور المهندس أصغر علي : د. محمد طاهر، إلخ.
ميمون كوتشي هم مجتمع محلي للغاية، حيث يتم ترتيب الزيجات داخل مجموعتهم العرقية الخاصة بهم. حُميرة - رواية كتبها صباح كريم، تدور حول مذكرات شخصية كوتشية. تدور أحداث القصة في جزيرة موريشيوس.
ميمونين الكوتشيون هم مجتمع تجار في الغالب ومعروفون بأعمالهم الخيرية. ينتشر ميمون كوتشي في جميع أنحاء العالم وقد أنشأوا العديد من المساجد في جميع أنحاء العالم.
- مسجد أندرسون ميمون، تشيناي
- مسجد الجمعة، موريشيوس
- مسجد ناخودا ، كولكاتا
- مسجد ميمون الجديد، كراتشي
- مسجد الحاج السير إسماعيل سيت، بنغالور
- مسجد ميمون، بيتاه، سريلانكا
- مسجد جعفر جمعة، الابوزا ، كيرالا
- مسجد ميمون، مومباسا، كينيا
- مسجد كوتشي ميمون، مانجالور